# Albeni (okręg Teleorman)
Albeni – wieś w Rumunii, w okręgu Teleorman, w gminie Scurtu Mare. W 2011 roku liczyła 246 mieszkańców.